# Dwight Gayle
Dwight Devon Boyd Gayle, né le 17 octobre 1989 à Walthamstow, est un ancien footballeur anglais qui évoluait au poste d'attaquant.

## Biographie
Formé à Arsenal, Dwight Gayle commence sous les couleurs du Stansted Football Club en 2009. En 2011, il signe au Dagenham & Redbridge Football Club, où il joue vingt matchs et marque sept buts.
Après un prêt à Bishop's Stortford, il s'engage avec Peterborough United. Il réalise une très belle saison avec 29 matchs à son compteur et 13 buts, étant même élu joueur du mois de décembre. La même année, il signe à Crystal Palace. Le 5 mai 2014, il marque un doublé face à Liverpool qui permet à Crystal Palace une remontée au score (3-3 après avoir été mené 3-0 jusqu'à la 79e minute)
Le 6 août 2018, Gayle est prêté pour une saison à West Bromwich Albion.
Le 19 février 2024, il rejoint Derby County.

## Palmarès

### En club
- Crystal Palace
  - Finaliste de la Coupe d'Angleterre en 2016.
- Newcastle United
  - Champion d'Angleterre de D2 en 2017.

### Distinctions personnelles
- Membre de l'équipe-type de D2 anglaise en 2017.
- Joueur du mois de D2 anglaise en septembre 2018.